# Un été à La Goulette
Pour plus de détails, voir Fiche technique et Distribution.
Un été à La Goulette est un film franco-belgo-tunisien réalisé en 1996 par Férid Boughedir avec Mustapha Adouani, Michel Boujenah et la participation de Claudia Cardinale dans son propre rôle.

## Synopsis
Durant l'été 1966, à la veille de la guerre des Six Jours, Youssef le musulman, contrôleur sur le TGM, Jojo le juif, roi de la brik à l'œuf, et Giuseppe le catholique, pêcheur sicilien, vivent avec leur famille dans le même immeuble qui est la propriété du hadj Beji. Les trois hommes sont inséparables en dehors du travail, leurs familles vivent en bon voisinage et partagent un bonheur nonchalant dans le petit village portuaire de La Goulette dans la banlieue de Tunis. Jusqu'au jour où chacune de leurs filles, Meriem la musulmane, Gigi la juive et Tina la catholique, inséparables comme leurs pères, décident de perdre leur virginité avant le 15 août avec un garçon d'une autre religion que la leur. La première tentative, le jour du mariage de la fille aînée de Jojo, tourne court à la suite de l'intervention des pères alertés. Quand le film se termine, la guerre des Six Jours commence et brise cette harmonie entre les communautés.

## Fiche technique
- Titre : Un été à La Goulette
- Titre arabe : صيف حلق الوادي
- Réalisation : Férid Boughedir
- Scénario : Férid Boughedir
- Musique : Jean-Marie Sénia
- Montage : Andrée Davanture
- Production : Marsa Films / Cinarès Production
- Distribution : Les Films du losange
- Format : couleur (35 mm)
- Genre  : comédie dramatique
- Pays d'origine :  Tunisie -  France -  Belgique
- Langue : arabe, français
- Durée : 100 minutes
- Date de sortie : 25 décembre 1996

## Distribution
- Gamil Ratib : Hadj Beji
- Mustapha Adouani : Youssef
- Guy Nataf : Jojo
- Ivo Salerno : Giuseppe
- Michel Boujenah : TSF
- Claudia Cardinale : propre rôle
- Sonia Mankaï : Meriem
- Ava Cohen-Jonathan : Tina
- Sarah Pariente : Gigi
- Kais Ben Messaoud : Chouchou
- Mohamed Driss : Miró

## Commentaires
Le film démarre par ce texte de l'auteur : 
« Comment pour moi, arabe et musulman vivant en terre d'islam, parler le plus justement possible de l'amitié et de la tolérance vécue entre Juifs et Arabes, entre musulmans et catholiques en Tunisie, à l'heure où dans le monde on s'entretue pour sa religion et où l'intégrisme voudrait imposer partout une pensée unique ? Comment dire la sensualité quotidienne de ma société qui a toujours réussi à placer la vie au-dessus de tous les dogmes ? En parlant de ces choses simples que j'ai vécues... à La Goulette. »
 Louis Morice précise, dans Le Nouvel Observateur du 7 octobre 1999 : 
« Boughedir, nostalgique de ces temps de tolérance, ne se laisse pas aller à l'amertume ou à la tristesse. Impossible d'ailleurs sur une plage où les mères crient à leurs enfants : Si tu te noies, je te tue ! »